# Іванов Микита Борисович
Микита Борисович Іванов  (нар. 8 серпня 1974) — російський державний і політичний діяч, член Ради Федерації (2011-2013), член виборчого штабу Володимира Путіна на президентських виборах 2000 і 2004 років, віце-президент Фонду ефективної політики (2003), заступник керівника управління зі зв'язків із зарубіжними країнами Адміністрації президента Росії з 2005 року, працював безпосередньо з заступником керівника адміністрації Владиславом Сурковим, курирував роботу з прокремлівськими молодіжними організаціями.

## Біографія
Микита Борисович Іванов народився 8 серпня 1974 року.
У 1996 році закінчив факультет історії, політології та права Російського державного гуманітарного університету.
У 1999 році захистив кандидатську дисертацію на тему «Сучасні тенденції розвитку лобізму в США», кандидат політичних наук (Інститут світової економіки і міжнародних відносин РАН). Закінчив аспірантуру Інституту США і Канади РАН.
Під час думської виборчої кампанії 1999 року займався «немедийным аналізом виборів» на замовлення адміністрації президента Росії. Співпрацював з Фондом ефективної політики Гліба Павловського.
У 1999-2001 роках — голова аналітичного департаменту Фонду ефективної політики. Член виборчого штабу Володимира Путіна на Президентських виборах 2000 року.
У 2001-2004 роках — радник заступника керівника Адміністрації президента Росії з зовнішньої політики.
У 2002-2005 роках — голова ради засновників дослідної групи ЦИРКОН.
У 2002 році — директор Національної лабораторії зовнішньої політики, генеральний директор Агентства політичного планування.
У 2003 році — віце-президент Фонду ефективної політики.
На президентських виборах 2004 року знову працював у виборчому штабі Володимира Путіна.
У 2005 році призначений на місце заступника керівника управління зі зв'язків із зарубіжними країнами Адміністрації президента Росії. Однак не підкорявся начальникові управління, а працював безпосередньо з заступником керівника адміністрації Владиславом Сурковим. У тому числі курирував роботу з прокремлівськими молодіжними організаціями «Наші», «Росія Молода», «Всеросійська альтерглобалистская ліга (ВАЛ)», а також з футбольними фанатськими рухами.
Займався іншими проектами Адміністрації президента Росії на стику зовнішньої і внутрішньої політики. Зокрема, був відповідальним секретарем робочої групи «Громадянське суспільство» (перший заступник керівника Адміністрації президента Росії. Владислав Сурков і спеціальний помічник президента США Майкл Макфол) Російсько-американської двосторонньої президентської комісії Медведєва — Обами.
У 2009 році був призначений радником секретаріату президії генеральної ради апарату центрального виконавчого комітету всеросійської політичної партії «Єдина Росія», проте зберіг за собою посаду радника першого заступника керівника адміністрації Президента Росії Владислава Суркова. За словами члена БОРН Ілля Горячева, Іванов погоджував концерт неонацистської групи «Коловрат» на Болотяній площі 4 листопада 2009 року.
У 2010 році опублікував програмну статтю [Архівовано 21 травня 2017 у Wayback Machine.] в газеті «Известия» за наступальних потенціалів Росії і США.
У 2011 році обирався в Державну думу Федеральних зборів Російської Федерації за списком «Єдиної Росії», але знявся з виборів до реєстрації.
В цьому ж році був обраний депутатом Ольгетинского сільської ради муніципального освіти «Сільське поселення Ольгети» Республіки Інгушетія.
21 грудня 2011 року указом президента Республіки Інгушетія Юнус-Бека Євкурова призначений на посаду представника від виконавчого органу державної влади Республіки Інгушетія у верхню палату Федеральних Зборів Росії. 30 грудня 2011 року затверджений Радою Федерації на 5-річний термін. З 23 січня 2012 року — заступник голови комітету Ради Федерації з оборони і безпеки. З 23 січня 2013 року — член Комісії Ради Федерації з контролю за достовірністю відомостей про доходи, про майно і зобов'язання майнового характеру, що подаються членами Ради Федерації.
У 2012-2013 роках — запрошений професор МДІМВ. Читав курс лекцій з державного управління в сучасній Росії.
У 2013 році увійшов до складу Громадської ради при МВС Росії
У 2014 рік опублікував книгу «Державне управління в сучасній Росії: курс лекцій» [Архівовано 7 лютого 2015 у Wayback Machine.], у якій розкриває прикладні аспекти державного управління в сучасній Росії з акцентом на діяльності виконавчої гілки влади.
За даними джерел сайту Meduza та телеканалу Дощ, був замовником та автором концепції вийшов в травні 2017 року кліпу «Малюк» співачки Аліси Вокс, критикує школярів за участь у протестних акціях.

## Родина
Одружений, виховує трьох синів.

## Думки і оцінки
- За словами Модеста Колерова, Іванов — «міцний, енергійна, цілеспрямована людина з великим кругозором» («Відомості» № 188 (2954) від 5 вересня 2011).
- В адміністрації президента за «Місцевих», «РосМол» і «Молоду Гвардію» відповідає Микита Іванов. «Дуже схожий за манерам Суркова, такий же розумний, тільки абсолютно без гумору» («The New Times» № 12 (197) від 4 квітня 2011).
- За словами Беслана Цечоєва, Радника Президента Інгушетії Юнус-Бека Євкурова, Іванов дуже багато зробив для Республіки Інгушетія, яку представляв в СФ, а реально вболівав за її інтереси[15].